# Bistum Wuchang
Das Bistum Wuchang (lat.: Dioecesis Uciamensis) ist eine in der Volksrepublik China gelegene römisch-katholische Diözese mit Sitz in Wuchang. 

## Geschichte
Das Bistum Wuchang wurde am 12. Dezember 1923 durch Papst Pius XI. mit der Apostolischen Konstitution Quo christiani aus Gebietsabtretungen des Apostolischen Vikariates Ost-Hubei als Apostolische Präfektur Wuchang errichtet. Die Apostolische Präfektur Wuchang wurde am 31. Mai 1930 durch Pius XI. mit der Apostolischen Konstitution Venerabilis frater zum Apostolischen Vikariat erhoben.
Das Apostolische Vikariat Wuchang wurde am 11. April 1946 durch Papst Pius XII. mit der Apostolischen Konstitution Quotidie Nos zum Bistum erhoben und dem Erzbistum Hankow als Suffraganbistum unterstellt.

## Ordinarien

### Apostolische Präfekten von Wuchang
- Sylvester Joseph Espelage OFM, 1925–1930

### Apostolische Vikare von Wuchang
- Sylvester Joseph Espelage OFM, 1930–1940
- Casimir Rembert Kowalski OFM, 1941–1946

### Bischöfe von Wuchang
- Casimir Rembert Kowalski OFM, 1946–1970
- Marc Yuan Wen-hua OFM, (1958 – 1973)
- Sedisvakanz, seit 1973